# Zdzisław Birnbaum
Zdzisław Aleksander Birnbaum (ur. 28 lutego 1878 w Warszawie, zm. 27 września 1921 w Berlinie) – polski skrzypek, dyrygent oper i orkiestr symfonicznych żydowskiego pochodzenia. Dyrektor artystyczny – pierwszy dyrygent Filharmonii Warszawskiej (1911–1914, 1916–1918).

## Życiorys
Uczył się gry na skrzypcach, kształcił w Królewcu, Berlinie oraz w Brukseli. Był absolwentem brukselskiego Konserwatorium Muzycznego. Jego nauczycielami i mistrzami byli Jan Jakowski, Maks Brode, Carol Markees, Joseph Joachim, Jan Kruse, Eugène Ysaÿe. Od 1892 występował jako skrzypek wirtuoz. Powszechne uznanie jako skrzypek zyskał już w latach 90. XIX wieku po koncertach z Berlińską Orkiestrą Filharmoniczną. Koncertował w Europie i Stanach Zjednoczonych.
Od 1904 dyrygował orkiestrami symfonicznymi, m.in. w Hamburgu, Lozannie, Warszawie. Koncertmistrz orkiestr symfonicznych w Bostonie, „Manhattan Opera” w Nowym Jorku, Hamburgu. Prowadził m.in. opery: Madame Butterfly Giacomo Puccicniego, Lohengrin Richarda Wagnera, Carmen Georges’a Bizeta.  

Obdarzony potężnym talentem, porywał orkiestrę, narzucając swą zawsze oryginalną i pełną polotu koncepcję odtwarzanego dzieła.

W 1909 roku objął pozycję pierwszego dyrygenta Opery Manhattan w Nowym Jorku. Był profesorem Konserwatorium Muzycznego w Lozannie. Koncertując gościnnie z orkiestrami w Szwajcarii (Montreux, Vevey, Genewa) zyskał sobie miano „dyrygenta-czarodzieja”.  
W 1911 roku został pierwszym dyrygentem Filharmonii Warszawskiej. W 1913 roku w Paryżu poprowadził IX Symfonię Ludwiga van Beethovena z zespołem liczącym 400 osób.  

To Eroica Beethovena! [...] Kapelmistrz wsiadł na konia! Defiluje przed zwycięskim Bonapartem (...). Trzeba być Birnbaumem, żeby na tak małej przestrzeni, jaką jest gradus dyrektorski, wśród tłoku muzykantów, tak zręcznie zawracać rozhukanego rumaka.

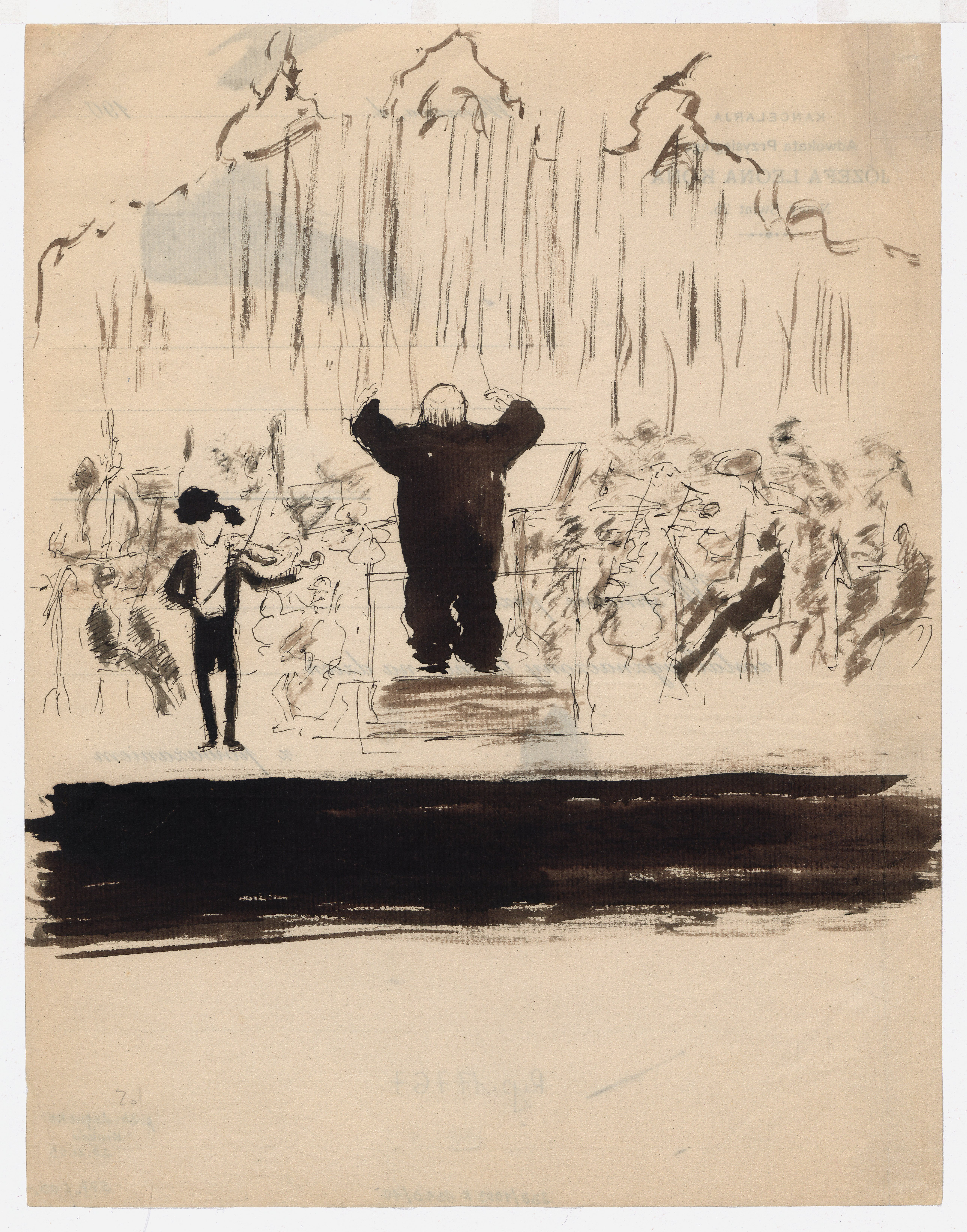
Zdzisław Birnbaum i Paweł Kochański podczas koncertu, 1905

W sezonie artystycznym 1915/1916 był dyrygentem Teatru Wielkiego - Opery Narodowej w Warszawie. 
Tłumaczył libretta operowe z niemieckiego na polski, a także przetłumaczył na niemiecki Mazepę. Był kierownikiem muzycznym premiery opery Karola Roztworowskiego Wesele według Stanisława Wyspiańskiego wystawionej 24 lipca 1916 roku. W latach 1911–1914 i 1916–1918 był dyrektorem artystycznym - pierwszym dyrygentem Filharmonii Warszawskiej. 
W latach 1916–1921 odnosił wielkie sukcesy prowadząc orkiestry berlińskie. Miał rozległy repertuar, w którym szczególne miejsce przypadło dziełom Johannesa Brahmsa. Ostatni koncert dał 20 września 1921. W prasie inforowano, że podczas koncertu w filharmonii warszawskiej doznał ataku szału. Po zmaganiach z narastająca chorobą nerwową zmarł śmiercią samobójczą w Wannsee. W Biuletynie Filharmonii Warszawskiej zapisano, iż „odszedł wybitny wódz artystyczny orkiestry”.